# إرنست وونغ
إرنست وونغ (بالإنجليزية: Ernest Wong)‏ هو محامي وسياسي أسترالي، ولد في 1960 في هونغ كونغ في الصين. نشط حزبياً في حزب العمال الأسترالي. وقد انتخب عضو المجلس التشريعي نيو ساوث ويلز (23 مايو 2013 – ).